# Sezione di blocco
Si definisce sezione di blocco ciascuna delle parti in cui viene divisa una tratta ferroviaria (esercita in regime di blocco) ai fini della circolazione dei treni e della loro sicurezza; essa, ben definita e delimitata da segnali, può essere occupata da un solo treno per volta che viene protetto dalla disposizione a via impedita dei segnali di blocco.
L'informazione sull'occupazione delle sezioni di blocco viene prodotta attraverso diverse metodologie che prevedono il controllo visivo "umano" dell'occupazione da parte di un convoglio ferroviario, utilizzate soprattutto in passato, o pedali di occupazione (pedali conta-assi) o circuiti di binario. Oggi viene utilizzato anche il controllo radio di occupazione delle sezioni. 

## Premessa
Una delle prerogative del trasporto su binari è senz'altro il risparmio energetico dovuto alla bassa resistenza all'avanzamento dei veicoli grazie al basso attrito volvente fra rotaia e ruota entrambe in acciaio. Per contro, anche il coefficiente di attrito radente  - e pertanto l'aderenza - è molto minore di quello esistente fra pneumatico e asfalto. Quindi a fronte di una minore spesa energetica per mantenere in movimento una massa, la minore aderenza pone dei problemi al momento di fermare la massa stessa (mediamente l'ordine di grandezza è tra le 300 e le 700 tonnellate per i treni viaggiatori e tra le 1 000 e le 1 600 tonnellate per i carri merci).
Con l'automobile che si guida tutti i giorni, frenando allo scorgere dell'ostacolo (se la velocità non è sconsiderata rispetto alla visuale libera e ai tempi di reazione umana) si evita l'urto. Gli spazi tipici di arresto di un'autovettura sono di 6 metri alla velocità di 30 km/h, di 24 metri alla velocità di 60 km/h e di 96 metri alla velocità di 120 km/h. In caso di fondo bagnato essi aumentano, ma rimangono comunque entro la distanza di visibilità, ossia una distanza che permette di vedere l'ostacolo innanzi e l'arresto in sicurezza. Nel caso del treno questi spazi aumentano considerevolmente e quindi, prendendo in considerazione i valori più restrittivi, si avranno 60 metri a 30 km/h, 240 metri a 60 km/h e 960 metri a 120 km/h. A questi risultati devono essere aggiunti alcuni metri per il tempo tecnico di intervento del freno (che mediamente è di 3 secondi), arrivando così a un valore attorno ai 1 200 metri, che possono essere identificati come lo spazio di arresto "standard" di un treno.
Appare evidente come tale elevata distanza non permetta l'individuazione tempestiva a vista, anche con visuale libera, di eventuali ostacoli o impedimenti alla circolazione, in tempo utile ad arrestare un convoglio che non viaggi a una velocità ridottissima. Quindi il treno, se non in casi del tutto particolari, non viaggia in regime di marcia a vista come l'automobile, ma necessita di un sistema diverso di controllo. Come si evince da quanto esposto, a causa degli elevati spazi di frenatura la sicurezza della marcia dei treni dipende dal loro distanziamento e il sistema con cui essi vengono distanziati in linea è costituito proprio dalle sezioni di blocco.

## Caratteristiche
Una sezione di blocco, secondo la direzione di marcia, è delimitata da due segnali detti di blocco posti ciascuno alle estremità; essi assolvono la funzione di protezione di ogni treno che impegna la sezione, disponendosi a via impedita dietro di esso; in certi casi possono mantenere impegnate anche una o più sezioni alle spalle di quella occupata dal treno (a seconda della velocità massima ammessa e degli spazi di frenatura conseguenti). Nel caso di sezioni di blocco concatenate alla distanza minima ogni segnale di blocco (a protezione del treno) porta accoppiato il segnale di avviso relativo al successivo segnale di uscita dalla sezione. Quando invece le sezioni sono molto lunghe fra questi due segnali ve n'è posto un terzo con esclusiva funzione di avviso per il segnale di uscita. I segnali di protezione/uscita che si trovano fra una sezione di blocco e la sezione contigua sono definiti "segnali di blocco".
Nella tecnica ferroviaria è adottata una terminologia precisa che definisce i segnali di protezione della sezione "Segnale di Blocco", mentre l'espressione "segnale di protezione" è riservata ai soli segnali di protezione che precedono stazioni o posti di movimento; inoltre le sezioni di blocco insistenti in una stazione non sono formalmente considerate sezioni di blocco bensì binari di stazione, e i segnali di protezione e di partenza della stazione stessa (ossia della/delle sezioni di blocco insistenti nella stazione) sono considerati formalmente come unico posto di blocco.
Anticamente i sistemi di sicurezza ferroviaria di vecchio tipo prevedevano la presenza di una sola sezione di blocco tra due stazioni di una linea sia a semplice che a doppio binario ma successivamente l'introduzione di nuove tecnologie diede la possibilità di aumentarne il numero. Oggi per aumentare la capacità di una linea, ossia il numero di treni per unità di tempo che possono circolare sulla linea stessa, sia a semplice che a doppio binario ove possibile le tratte di piena linea tra le stazioni vengono suddivise in più sezioni di blocco permettendo l'inoltro di treni a seguito di altri, aumentando così la loro potenzialità.
La lunghezza delle sezioni di blocco è, ove possibile, standardizzata su valori uniformi di spazio che permettano di ottenere la massima velocità possibile con la garanzia del rispetto degli spazi di frenatura. Possono esistere tuttavia, in situazioni particolari, sezioni di blocco di ridotta lunghezza che vengono classificate come "anormali", e per le quali si realizza una forma di segnalamento particolare che garantisca l'arresto in sicurezza in relazione allo spazio a disposizione prima del segnale.
Per la determinazione della massima velocità di circolazione ammessa, dovuta al vincolo dello spazio di frenatura, le varie amministrazioni ferroviarie prevedono nei loro regolamenti metodi di calcolo partendo dalle caratteristiche dei veicoli, dalla pendenza delle tratte da superare e da altre variabili. Nella rete nazionale italiana gestita da RFI, similmente a quanto accade nelle principali reti europee, le caratteristiche di frenatura dei convogli vengono calcolate a loro volta (al momento della composizione del treno) a partire da due dati: la massa dei veicoli (definita tecnicamente "peso da frenare") e la loro forza frenante misurata (definita tecnicamente "massa frenata"). 
La lunghezza reale delle sezioni di blocco, caso per caso, influenza anche la capacità della tratta ferroviaria. Questa lunghezza può variare sensibilmente: nel caso del regime di blocco elettrico manuale e del regime di blocco conta-assi può raggiungere una lunghezza considerevole, dai 1000 metri in poi fino anche a 15/20 km per le linee a scarso traffico.
Nel caso invece del blocco automatico su linee a doppio binario (su rete italiana), utilizzato nelle linee a maggior traffico, tale lunghezza può essere ridotta al valore di 1350 metri, e comunque di solito non supera i 2000 metri.